# Peter Maurin
Peter Maurin, född 9 maj 1877 i Frankrike, död 15 maj 1949 i New York, var en fransk katolsk teolog, socialist, aktivist, och De La Salle Brother som grundade Catholic Worker Movement 1933 med Dorothy Day.
Maurin uttryckte sin filosofi genom korta versstycken som blev kända som Easy Essays. Hans ekonomiska teorier influerades av frihetlig socialism, och av anarkisterna Pjotr Kropotkin och Pierre-Joseph Proudhon. 

## Filosofi
Maurins vision att omvandla samhället vilade på tre huvudidéer:
1. Upprätta houses of hospitality för att hjälpa fattiga.
2. Etablera jordbrukscommunities på landsbygden för att lära ut agrarianism och uppmuntra stadsbor att flytta till landet.
3. Organisera rundabordssamtal för att förtydliga tankar och initiera handling.

Maurin såg likheter mellan hans tillvägagångssätt och de irländska munkar som evangeliserade medeltida Europa.